# Pierre Dieulefils

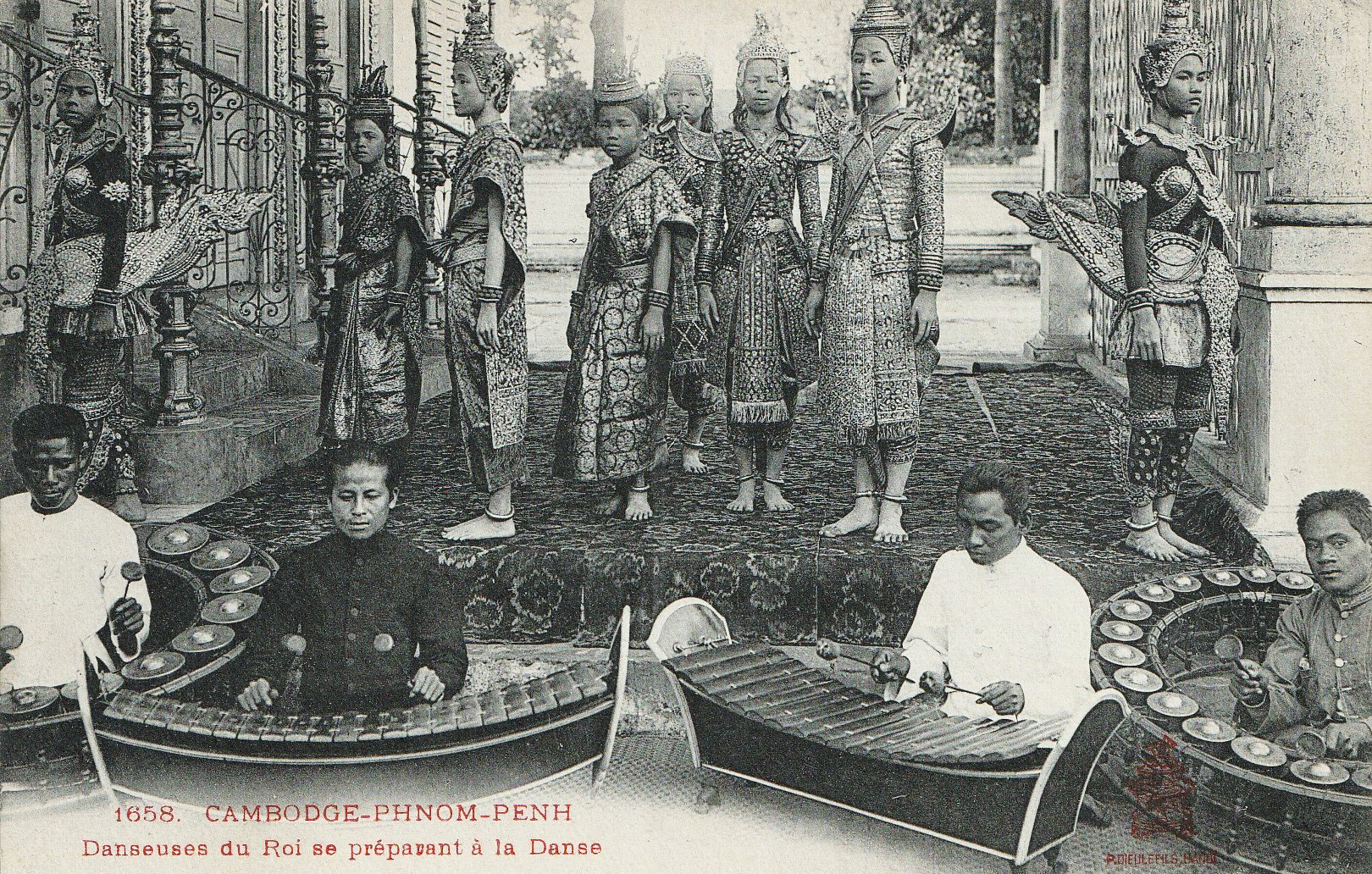
Phnom Penh : Danseuses du Roi se préparant à la danse.

Pierre Marie Alexis Dieulefils, né à Malestroit (Morbihan) le 21 janvier 1862 et mort dans la même ville le 19 novembre 1937, est un photographe et éditeur de cartes postales français, actif en Indochine française à la fin du XIXe siècle,.